# Joanne Muggeridge
Joanne „Jo“ Muggeridge (* 3. April 1969 in London) ist eine englisch-walisische Badmintonspielerin.

## Karriere
Joanne Muggeridge nahm 1992 und 1996 an Olympia teil. Als beste Platzierung erreichte sie dabei Rang 9 bei ihrer ersten Teilnahme im Dameneinzel. Neben nationalen Titeln in Wales und England war sie international unter anderem in Nigeria, Kroatien, Mauritius, Peru und Puerto Rico erfolgreich.

## Sportliche Erfolge
| Saison | Veranstaltung                          | Disziplin   | Platz | Name                                |
| ------ | -------------------------------------- | ----------- | ----- | ----------------------------------- |
| 1986   | German Juniors                         | Damendoppel | 1     | Joanne Muggeridge / Tracy Salmon    |
| 1986   | German Juniors                         | Dameneinzel | 1     | Joanne Muggeridge                   |
| 1987   | Junioren-Europameisterschaft           | Dameneinzel | 2     | Joanne Muggeridge                   |
| 1989   | Welsh International                    | Dameneinzel | 1     | Jo Muggeridge                       |
| 1990   | Amor International                     | Dameneinzel | 1     | Joanne Muggeridge                   |
| 1990   | Amor International                     | Damendoppel | 1     | Joanne Muggeridge / Maaike de Boer  |
| 1991   | England: Einzelmeisterschaften         | Damendoppel | 1     | Gillian Gowers / Jo Muggeridge      |
| 1992   | Austrian International                 | Dameneinzel | 1     | Jo Muggeridge                       |
| 1992   | Olympia                                | Dameneinzel | 9     | Joanne Muggeridge                   |
| 1993   | Irish Open                             | Dameneinzel | 1     | Joanne Muggeridge                   |
| 1994   | Wimbledon Open                         | Mixed       | 1     | John Quinn / Joanne Muggeridge      |
| 1996   | Olympia                                | Dameneinzel | 33    | Joanne Muggeridge                   |
| 1996   | Finnish International                  | Dameneinzel | 1     | Joanne Muggeridge                   |
| 1996   | Finnish International                  | Damendoppel | 1     | Kelly Morgan / Joanne Muggeridge    |
| 1997   | Indien: Internationale Meisterschaften | Damendoppel | 5     | Joanne Muggeridge / Felicity Gallup |
| 1997   | Indien: Internationale Meisterschaften | Dameneinzel | 3     | Joanne Muggeridge                   |
| 1997   | Slovenian International                | Dameneinzel | 1     | Joanne Muggeridge                   |
| 1997   | Slovak International                   | Damendoppel | 1     | Joanne Muggeridge / Felicity Gallup |
| 1998   | Slovenian International                | Damendoppel | 1     | Joanne Muggeridge / Felicity Gallup |
| 1998   | Slovenian International                | Dameneinzel | 1     | Joanne Muggeridge                   |
| 1998   | Argentina International                | Dameneinzel | 1     | Joanne Muggeridge                   |
| 2000   | Croatian International                 | Damendoppel | 1     | Felicity Gallup / Joanne Muggeridge |
| 2000   | Wales: Einzelmeisterschaften           | Damendoppel | 1     | Jo Muggeridge / Felicity Gallup     |
| 2001   | Wales: Einzelmeisterschaften           | Mixed       | 1     | Neil Cottrill / Jo Muggeridge       |
| 2001   | Puerto Rico International              | Damendoppel | 1     | Felicity Gallup / Joanne Muggeridge |
| 2001   | Wales: Einzelmeisterschaften           | Damendoppel | 1     | Jo Muggeridge / Felicity Gallup     |
| 2001   | Peru International                     | Damendoppel | 1     | Felicity Gallup / Joanne Muggeridge |
| 2002   | Peru International                     | Damendoppel | 1     | Felicity Gallup / Joanne Muggeridge |
| 2002   | Mauritius International                | Mixed       | 1     | Matthew Hughes / Joanne Muggeridge  |
| 2002   | Puerto Rico International              | Damendoppel | 1     | Felicity Gallup / Joanne Muggeridge |
| 2002   | Wales: Einzelmeisterschaften           | Mixed       | 1     | Neil Cottrill / Jo Muggeridge       |
| 2002   | Wales: Einzelmeisterschaften           | Damendoppel | 1     | Jo Muggeridge / Felicity Gallup     |
| 2002   | Mexico International                   | Damendoppel | 1     | Felicity Gallup / Joanne Muggeridge |
| 2002   | Mauritius International                | Damendoppel | 1     | Felicity Gallup / Joanne Muggeridge |
| 2003   | Wales: Einzelmeisterschaften           | Mixed       | 1     | Matthew Hughes / Jo Muggeridge      |
| 2003   | Nigeria International                  | Mixed       | 1     | Matthew Hughes / Joanne Muggeridge  |
| 2003   | Peru International                     | Mixed       | 1     | Matthew Hughes / Joanne Muggeridge  |
| 2003   | Wales: Einzelmeisterschaften           | Damendoppel | 1     | Jo Muggeridge / Felicity Gallup     |
| 2003   | Nigeria International                  | Damendoppel | 1     | Felicity Gallup / Joanne Muggeridge |
| 2004   | Wales: Einzelmeisterschaften           | Mixed       | 1     | Matthew Hughes / Jo Muggeridge      |
| 2004   | Wales: Einzelmeisterschaften           | Damendoppel | 1     | Jo Muggeridge / Felicity Gallup     |
| 2005   | Wales: Einzelmeisterschaften           | Mixed       | 1     | Matthew Hughes / Jo Muggeridge      |
| 2006   | Wales: Einzelmeisterschaften           | Damendoppel | 1     | Jo Muggeridge / Rachelle Phillips   |
| 2007   | Wales: Einzelmeisterschaften           | Mixed       | 1     | Matthew Sprake / Jo Muggeridge      |
| 2007   | Wales: Einzelmeisterschaften           | Damendoppel | 1     | Jo Muggeridge / Rachelle Phillips   |